# Marradi
Marradi é uma comuna italiana da região da Toscana, província de Florença, com cerca de 3.616 habitantes. Estende-se por uma área de 153 km², tendo uma densidade populacional de 24 hab/km². Faz fronteira com Borgo San Lorenzo, Brisighella (RA), Dicomano, Modigliana (FC), Palazzuolo sul Senio, Portico e San Benedetto (FC), San Godenzo, Tredozio (FC), Vicchio.
Pertence à rede das Cidades Cittaslow.

## Demografia
| Variação demográfica do município entre 1861 e 2011                               |
|                                                                                   |
| Fonte: Istituto Nazionale di Statistica (ISTAT) - Elaboração gráfica da Wikipedia |